# Transports en commun de Soissons
TUS (Transports Urbains Soissonnais) est le nom commercial du réseau de transport public par autobus desservant la commune de Soissons et son agglomération, dans le département de l'Aisne (région des Hauts-de-France). Il est géré par le SITUS (Syndicat Intercommunal des Transports Urbains Soissonnais) en tant qu'autorité organisatrice des transports.
Le réseau est exploité par Transdev, via sa filiale Transdev CAP.

## Histoire

### Création du réseau en 1987
Le réseau d'autobus soissonnais fut créé le 17 avril 1984. Des bus électriques ont été testés sur ce réseau en juillet 2019.
A la veille de sa refonte le 25 octobre 2021, le réseau était constitué des lignes suivantes :

### 2021: Refonte du réseau de bus
Le 25 octobre 2021, le SITUS effectue une refonte des lignes du réseau TUS, s'articulant autour de la gare de Soissons, la Place de la République, la Place Saint-Christophe et la Place Mantoue. Les changements les plus notables sont les suivants :
- La ligne 1 (Docteur Roy ↔ IUT Cuffies) relie de manière directe l'IUT de Cuffies à la gare, et circule du Lundi au Samedi.
- La ligne 2 (Les Bains du Lac ↔ Abelard/Pôle Emploi) dessert désormais le centre aquatique des Bains du Lac (en lieu et place des lignes 1A et 1B).
- La ligne 3 (Dabremont/Montantin ou Coty ↔ Maisons Rouges/Docteur Toy) dessert la Zone Commerciale de Vauxbuin avec des horaires adaptés aux salariés qui s'y rendent et partent.
- La création de la Navette Cœur de Ville, desservant le centre-ville de Soissons et ses principaux centres d'intérêts.
- A cela s'ajoute la création d'un service de transport à la demande (TAD), permettant de relier les communes éloignées au centre-ville de Soissons.

## Réseau actuel
Le réseau de bus TUS est composé de :
- 12 lignes régulières (numérotées de 1 à 14) ;
- 1 Navette Cœur de Ville ;
- 15 lignes de transport à la demande (numérotées de 1 à 15) ;
- 3 Navettes scolaires (numérotées de N1 à N3) ;
- 49 lignes scolaires (numérotées de 101 à 500).

### Lignes régulières TUS
Lignes permettant de connecter Soissons aux communes proches, et de les connecter aux principaux pôles du réseau ainsi que des principaux centres d'intérêts. Les lignes régulières bénéficient de tarifs qui lui sont propres, c'est-à-dire qu'ils sont différents de ceux appliqués sur le transport à la demande et des lignes scolaires.

#### Lignes de 1 à 9
| Ligne | Caractéristiques | Caractéristiques                                                                                                   | Caractéristiques                                                                                                   | Caractéristiques                                                                                                   | Caractéristiques                                                                                                   | Caractéristiques                                                                                                   | Caractéristiques                                                                                                   | Caractéristiques                                                                                                   | Caractéristiques                                                                                                   |
| 1     | Soissons – Docteur Roy ⥋ Soissons – Hôtel de Ville / Cuffies – IUT | Soissons – Docteur Roy ⥋ Soissons – Hôtel de Ville / Cuffies – IUT                                                 | Soissons – Docteur Roy ⥋ Soissons – Hôtel de Ville / Cuffies – IUT                                                 | Soissons – Docteur Roy ⥋ Soissons – Hôtel de Ville / Cuffies – IUT                                                 | Soissons – Docteur Roy ⥋ Soissons – Hôtel de Ville / Cuffies – IUT                                                 | Soissons – Docteur Roy ⥋ Soissons – Hôtel de Ville / Cuffies – IUT                                                 | Soissons – Docteur Roy ⥋ Soissons – Hôtel de Ville / Cuffies – IUT                                                 | Soissons – Docteur Roy ⥋ Soissons – Hôtel de Ville / Cuffies – IUT                                                 | Soissons – Docteur Roy ⥋ Soissons – Hôtel de Ville / Cuffies – IUT                                                 |
| ----- | --- | --- | --- | --- | --- | --- | --- | --- | --- |
| 1     | Ouverture / Fermeture 25 octobre 2021 / — | Longueur — | Durée 10-40 min | Nb. d’arrêts 33 | Matériel — | Jours de fonctionnement L, Ma, Me, J, V, S                                                                         | Jour / Soir / Nuit / Fêtes O / N / N / N                                                                           | Voy. / an — | Dépôt Soissons |
| 1     | Desserte : - Communes et lieux desservis : Soissons et Cuffies - Gares desservies : Soissons | | | | | | | | |
| 1     | Autre : - Amplitudes horaires : - Du Lundi au Samedi : La ligne fonctionne de 6h25 à 19h10, avec un passage toutes les 40 minutes environ. - Les Mercredis et Samedis de marché : La ligne fonctionne de 8h00 à 11h15, avec un passage toutes les 50 minutes environ. - Particularités : - La section de la ligne entre "Hôtel de Ville" et "IUT" n'est desservie que par 6 courses, du Lundi au Samedi. - L'arrêt "Coty" n'est desservi qu'en direction de "IUT", du Lundi au Samedi, par la course de 6h25. - Les Mercredis et Samedis de marché, la ligne n'est qu'en direction de Hôtel de Ville / IUT. - Les Mercredis et Samedi de marché, l'arrêt "Hôtel de Ville" n'est pas desservi par la course de 9h35 en direction de "IUT".       | | | | | | | | |
| 1     | Dernière actualisation : 17 mai 2025 | | | | | | | | |
| 2     | Mercin-et-Vaux – Les Bains du Lac ⥋ Soissons – Pôle Emploi/Abelard (Arrivée) / Saint-Médard (Départ) | Mercin-et-Vaux – Les Bains du Lac ⥋ Soissons – Pôle Emploi/Abelard (Arrivée) / Saint-Médard (Départ)               | Mercin-et-Vaux – Les Bains du Lac ⥋ Soissons – Pôle Emploi/Abelard (Arrivée) / Saint-Médard (Départ)               | Mercin-et-Vaux – Les Bains du Lac ⥋ Soissons – Pôle Emploi/Abelard (Arrivée) / Saint-Médard (Départ)               | Mercin-et-Vaux – Les Bains du Lac ⥋ Soissons – Pôle Emploi/Abelard (Arrivée) / Saint-Médard (Départ)               | Mercin-et-Vaux – Les Bains du Lac ⥋ Soissons – Pôle Emploi/Abelard (Arrivée) / Saint-Médard (Départ)               | Mercin-et-Vaux – Les Bains du Lac ⥋ Soissons – Pôle Emploi/Abelard (Arrivée) / Saint-Médard (Départ)               | Mercin-et-Vaux – Les Bains du Lac ⥋ Soissons – Pôle Emploi/Abelard (Arrivée) / Saint-Médard (Départ)               | Mercin-et-Vaux – Les Bains du Lac ⥋ Soissons – Pôle Emploi/Abelard (Arrivée) / Saint-Médard (Départ)               |
| 2     | Ouverture / Fermeture 25 octobre 2021 / — | Longueur — | Durée 30 min | Nb. d’arrêts 27 | Matériel — | Jours de fonctionnement L, Ma, Me, J, V, S                                                                         | Jour / Soir / Nuit / Fêtes O / N / N / N                                                                           | Voy. / an — | Dépôt Soissons |
| 2     | Desserte : - Communes et lieux desservis : Mercin-et-Vaux et Soissons - Gares desservies : Aucune | | | | | | | | |
| 2     | Autre : - Amplitudes horaires : - Du Lundi au Samedi : La ligne fonctionne de 7h20 à 18h05, avec un passage toutes les 60-80 minutes environ. - Particularités : - Les arrêts "Maupas", "La Vallée", "Bara", "Mantoue", "Dauphine, "République" et "Pépin le Bref" ne sont desservis qu'en direction de "Pôle Emploi" - Les arrêts "Héloïse", "Vailly", "François Villon", "Gautier", "Rue de la Paix", "Grand'Place" et "Winston Churchill" ne sont desservis qu'en direction de "Les Bains du Lac". | | | | | | | | |
| 2     | Dernière actualisation : 17 mai 2025 | | | | | | | | |
| 3     | Cuffies – Dabremont/Montantin (départ/arrivée) / Crouy – Coty ⥋ Vauxbuin – Maisons Rouges / Soissons – Docteur Roy | Cuffies – Dabremont/Montantin (départ/arrivée) / Crouy – Coty ⥋ Vauxbuin – Maisons Rouges / Soissons – Docteur Roy | Cuffies – Dabremont/Montantin (départ/arrivée) / Crouy – Coty ⥋ Vauxbuin – Maisons Rouges / Soissons – Docteur Roy | Cuffies – Dabremont/Montantin (départ/arrivée) / Crouy – Coty ⥋ Vauxbuin – Maisons Rouges / Soissons – Docteur Roy | Cuffies – Dabremont/Montantin (départ/arrivée) / Crouy – Coty ⥋ Vauxbuin – Maisons Rouges / Soissons – Docteur Roy | Cuffies – Dabremont/Montantin (départ/arrivée) / Crouy – Coty ⥋ Vauxbuin – Maisons Rouges / Soissons – Docteur Roy | Cuffies – Dabremont/Montantin (départ/arrivée) / Crouy – Coty ⥋ Vauxbuin – Maisons Rouges / Soissons – Docteur Roy | Cuffies – Dabremont/Montantin (départ/arrivée) / Crouy – Coty ⥋ Vauxbuin – Maisons Rouges / Soissons – Docteur Roy | Cuffies – Dabremont/Montantin (départ/arrivée) / Crouy – Coty ⥋ Vauxbuin – Maisons Rouges / Soissons – Docteur Roy |
| 3     | Ouverture / Fermeture 25 octobre 2021 / — | Longueur — | Durée 15-40 min | Nb. d’arrêts 33 | Matériel — | Jours de fonctionnement L, Ma, Me, J, V, S                                                                         | Jour / Soir / Nuit / Fêtes O / N / N / N                                                                           | Voy. / an — | Dépôt Soissons |
| 3     | Desserte : - Communes et lieux desservis : Cuffies, Crouy, Soissons et Vauxbuin - Gares desservies : Aucune | | | | | | | | |
| 3     | Autre : - Amplitudes horaires : - Du Lundi au Samedi : La ligne fonctionne de 7h05 à 18h00, avec un passage toutes les 40-70 minutes environ. - Particularités : - La section entre "Docteur Roy" et "Maisons Rouges" n'est desservie que par 5 courses, du Lundi au Samedi. - En direction de "Maisons Rouges" et "Docteur Roy", les courses de 11h50 et 15h30 sont au départ de l'arrêt "Coty". - En direction de "Montantin" et "Coty", les courses de 11h25, 12h05 et 13h45 sont au départ de l'arrêt "Docteur Roy". - La course de 8h05 en direction de "Montantin" est au départ de "Hôtel de Ville". - La course de 17h05 en direction de "Montantin" est au départ de "Place Saint-Christophe".                                         | | | | | | | | |
| 3     | Dernière actualisation : 17 mai 2025 | | | | | | | | |
| 4     | Soissons – Gare ⥋ Soissons – Centre Social (arrivée) / Docteur Roy (départ) | Soissons – Gare ⥋ Soissons – Centre Social (arrivée) / Docteur Roy (départ)                                        | Soissons – Gare ⥋ Soissons – Centre Social (arrivée) / Docteur Roy (départ)                                        | Soissons – Gare ⥋ Soissons – Centre Social (arrivée) / Docteur Roy (départ)                                        | Soissons – Gare ⥋ Soissons – Centre Social (arrivée) / Docteur Roy (départ)                                        | Soissons – Gare ⥋ Soissons – Centre Social (arrivée) / Docteur Roy (départ)                                        | Soissons – Gare ⥋ Soissons – Centre Social (arrivée) / Docteur Roy (départ)                                        | Soissons – Gare ⥋ Soissons – Centre Social (arrivée) / Docteur Roy (départ)                                        | Soissons – Gare ⥋ Soissons – Centre Social (arrivée) / Docteur Roy (départ)                                        |
| 4     | Ouverture / Fermeture 25 octobre 2021 / — | Longueur — | Durée 30-40 min | Nb. d’arrêts 35 | Matériel — | Jours de fonctionnement L, Ma, Me, J, V, S                                                                         | Jour / Soir / Nuit / Fêtes O / N / N / N                                                                           | Voy. / an — | Dépôt Soissons |
| 4     | Desserte : - Communes et lieux desservis : Soissons - Gares desservies : Soissons | | | | | | | | |
| 4     | Autre : - Amplitudes horaires : - Du Lundi au Samedi : La ligne fonctionne de 7h25 à 17h55, avec un passage toutes les 60-120 minutes environ. - Particularités : - Les Mercredis et Samedis de marché, les arrêts "République" et "Feuillant" sont desservis. - Les arrêts "Saint-Jean", "Bara" et "Presles" ne sont desservis qu'en direction de "Centre Social". - Les arrêts " "Dumas", "Paul Deviolaine", "Place Saint-Christophe", "Mantoue", "Héricourt", Jean-Jacques Rousseau" et "Saint-Jean Cité de la Musique" ne sont desservis qu'en direction de "Soissons - Gare". | | | | | | | | |
| 4     | Dernière actualisation : 17 mai 2025 | | | | | | | | |
| 5     | Soissons – Gare ⥋ Pasly – Longpont (départ) / Glycines (arrivée) | Soissons – Gare ⥋ Pasly – Longpont (départ) / Glycines (arrivée)                                                   | Soissons – Gare ⥋ Pasly – Longpont (départ) / Glycines (arrivée)                                                   | Soissons – Gare ⥋ Pasly – Longpont (départ) / Glycines (arrivée)                                                   | Soissons – Gare ⥋ Pasly – Longpont (départ) / Glycines (arrivée)                                                   | Soissons – Gare ⥋ Pasly – Longpont (départ) / Glycines (arrivée)                                                   | Soissons – Gare ⥋ Pasly – Longpont (départ) / Glycines (arrivée)                                                   | Soissons – Gare ⥋ Pasly – Longpont (départ) / Glycines (arrivée)                                                   | Soissons – Gare ⥋ Pasly – Longpont (départ) / Glycines (arrivée)                                                   |
| 5     | Ouverture / Fermeture 25 octobre 2021 / — | Longueur — | Durée 5-25 min | Nb. d’arrêts 24 | Matériel — | Jours de fonctionnement L, Ma, Me, J, V, S                                                                         | Jour / Soir / Nuit / Fêtes O / N / N / N                                                                           | Voy. / an — | Dépôt Soissons |
| 5     | Desserte : - Communes et lieux desservis : Soissons et Pasly - Gares desservies : Soissons | | | | | | | | |
| 5     | Autre : - Amplitudes horaires : - Du Lundi au Samedi : La ligne fonctionne de 7h20 à 18h30, avec 7 courses par jours. - Particularités : - En direction de "Glycines", les courses de 11h00, 12h00 et 16h10 ne sont effectuées que sur réservation. - En direction de "Soissons - Gare", les courses de 9h20, 13h20 et 14h30 ne sont effectuées que sur réservation. - L'arrêt "Rue du collège" n'est desservi que par les courses effectuées sur réservation. | | | | | | | | |
| 5     | Dernière actualisation : 17 mai 2025 | | | | | | | | |
| 7     | Soissons – Gare ⥋ Crouy – Le Chalet | Soissons – Gare ⥋ Crouy – Le Chalet                                                                                | Soissons – Gare ⥋ Crouy – Le Chalet                                                                                | Soissons – Gare ⥋ Crouy – Le Chalet                                                                                | Soissons – Gare ⥋ Crouy – Le Chalet                                                                                | Soissons – Gare ⥋ Crouy – Le Chalet                                                                                | Soissons – Gare ⥋ Crouy – Le Chalet                                                                                | Soissons – Gare ⥋ Crouy – Le Chalet                                                                                | Soissons – Gare ⥋ Crouy – Le Chalet                                                                                |
| 7     | Ouverture / Fermeture 25 octobre 2021 / — | Longueur — | Durée 25-30 min | Nb. d’arrêts 29 | Matériel — | Jours de fonctionnement L, Ma, Me, J, V, S                                                                         | Jour / Soir / Nuit / Fêtes O / N / N / N                                                                           | Voy. / an — | Dépôt Soissons |
| 7     | Desserte : - Communes et lieux desservis : Soissons et Crouy - Gares desservies : Soissons | | | | | | | | |
| 7     | Autre : - Amplitudes horaires : - Du Lundi au Samedi : La ligne fonctionne de 7h00 à 18h05, avec 7 courses par jours en direction de Crouy, et 9 courses en direction de la gare de Soissons. - Particularités : - En direction de "Le Chalet", les courses de 11h00 et 12h00 ne sont effectuées que sur réservation. - En direction de "Soissons - Gare", les courses de 9h30, 11h30, 13h20 et 14h40 ne sont effectuées que sur réservation. - En direction de "Le Chalet", les arrêts "Rue du collège" et "Gendarmerie" ne sont desservis que par les courses effectuées sur réservation. - Les courses de 12h05 (en direction de "Le Chalet") et de 13h10 (en direction de "Soissons - Gare") ne sont pas effectuées en période de vacances. | | | | | | | | |
| 7     | Dernière actualisation : 17 mai 2025 | | | | | | | | |
| 8     | Soissons – Gare ⥋ Missy-sur-Aisne – Missy les Jausses (départ) / Chivres-Val – Saint-Georges (arrivée) | Soissons – Gare ⥋ Missy-sur-Aisne – Missy les Jausses (départ) / Chivres-Val – Saint-Georges (arrivée)             | Soissons – Gare ⥋ Missy-sur-Aisne – Missy les Jausses (départ) / Chivres-Val – Saint-Georges (arrivée)             | Soissons – Gare ⥋ Missy-sur-Aisne – Missy les Jausses (départ) / Chivres-Val – Saint-Georges (arrivée)             | Soissons – Gare ⥋ Missy-sur-Aisne – Missy les Jausses (départ) / Chivres-Val – Saint-Georges (arrivée)             | Soissons – Gare ⥋ Missy-sur-Aisne – Missy les Jausses (départ) / Chivres-Val – Saint-Georges (arrivée)             | Soissons – Gare ⥋ Missy-sur-Aisne – Missy les Jausses (départ) / Chivres-Val – Saint-Georges (arrivée)             | Soissons – Gare ⥋ Missy-sur-Aisne – Missy les Jausses (départ) / Chivres-Val – Saint-Georges (arrivée)             | Soissons – Gare ⥋ Missy-sur-Aisne – Missy les Jausses (départ) / Chivres-Val – Saint-Georges (arrivée)             |
| 8     | Ouverture / Fermeture 25 octobre 2021 / — | Longueur — | Durée 30-40 min | Nb. d’arrêts 37 | Matériel — | Jours de fonctionnement L, Ma, Me, J, V, S                                                                         | Jour / Soir / Nuit / Fêtes O / N / N / N                                                                           | Voy. / an — | Dépôt Soissons |
| 8     | Desserte : - Communes et lieux desservis : Soissons, Crouy, Bucy-le-Long, Missy-sur-Aisne et Chivres-Val - Gares desservies : Soissons | | | | | | | | |
| 8     | Autre : - Amplitudes horaires : - Du Lundi au Samedi : La ligne fonctionne de 7h00 à 18h20, avec 7 courses par jours en direction de Chivres-Val, et 8 courses en direction de la gare de Soissons. - Particularités : - En direction de "Soissons - Gare", la course de 14h45 n'est effectuée que sur réservation, en période de vacances uniquement. - Les courses de 10h00 et 14h00 en direction de "Saint-Georges" et de 10h35 et 14h35 en direction de "Soissons - Gare" ne sont pas effectuées en période de vacances. | | | | | | | | |
| 8     | Dernière actualisation : 17 mai 2025 | | | | | | | | |
| 9     | Soissons – Bara (départ) / Mantoue (arrivée) ⥋ Villeneuve-Saint-Germain – Louise Michel | Soissons – Bara (départ) / Mantoue (arrivée) ⥋ Villeneuve-Saint-Germain – Louise Michel                            | Soissons – Bara (départ) / Mantoue (arrivée) ⥋ Villeneuve-Saint-Germain – Louise Michel                            | Soissons – Bara (départ) / Mantoue (arrivée) ⥋ Villeneuve-Saint-Germain – Louise Michel                            | Soissons – Bara (départ) / Mantoue (arrivée) ⥋ Villeneuve-Saint-Germain – Louise Michel                            | Soissons – Bara (départ) / Mantoue (arrivée) ⥋ Villeneuve-Saint-Germain – Louise Michel                            | Soissons – Bara (départ) / Mantoue (arrivée) ⥋ Villeneuve-Saint-Germain – Louise Michel                            | Soissons – Bara (départ) / Mantoue (arrivée) ⥋ Villeneuve-Saint-Germain – Louise Michel                            | Soissons – Bara (départ) / Mantoue (arrivée) ⥋ Villeneuve-Saint-Germain – Louise Michel                            |
| 9     | Ouverture / Fermeture 25 octobre 2021 / — | Longueur — | Durée 20-25 min | Nb. d’arrêts 21 | Matériel — | Jours de fonctionnement L, Ma, Me, J, V, S                                                                         | Jour / Soir / Nuit / Fêtes O / N / N / N                                                                           | Voy. / an — | Dépôt Soissons |
| 9     | Desserte : - Communes et lieux desservis : Soissons et Villeneuve-Saint-Germain* - Gares desservies : Soissons | | | | | | | | |
| 9     | Autre : Amplitudes horaires : - Du Lundi au Samedi : La ligne fonctionne de 7h20 à 18h30, avec un passage toutes les 50-65 minutes. - Particularités : - Les courses de 13h35 (en direction de "Louise Michel") et de 12h35 et 13h05 (en direction de "Mantoue") ne sont pas effectuées que du Lundi au Vendredi, en période de vacances scolaires. - La course de 14h35 en direction de "Mantoue" n'est pas effectuée le Samedi. - La course de 17h05 en direction de "Mantoue" n'est effectuée que les Lundis, Mardis, Jeudis et Vendredis, en période de vacances scolaires. | | | | | | | | |
| 9     | Dernière actualisation : 17 mai 2025 | | | | | | | | |

#### Lignes de 10 à 14
| Ligne | Caractéristiques | Caractéristiques | Caractéristiques | Caractéristiques | Caractéristiques | Caractéristiques | Caractéristiques | Caractéristiques | Caractéristiques |
| 10    | Soissons – Bara (départ) / Rue du Collège (arrivée) ⥋ Venizel – Les Drouards (arrivée) / Billy-sur-Aisne – Bois de l'Église (départ) | Soissons – Bara (départ) / Rue du Collège (arrivée) ⥋ Venizel – Les Drouards (arrivée) / Billy-sur-Aisne – Bois de l'Église (départ) | Soissons – Bara (départ) / Rue du Collège (arrivée) ⥋ Venizel – Les Drouards (arrivée) / Billy-sur-Aisne – Bois de l'Église (départ) | Soissons – Bara (départ) / Rue du Collège (arrivée) ⥋ Venizel – Les Drouards (arrivée) / Billy-sur-Aisne – Bois de l'Église (départ) | Soissons – Bara (départ) / Rue du Collège (arrivée) ⥋ Venizel – Les Drouards (arrivée) / Billy-sur-Aisne – Bois de l'Église (départ) | Soissons – Bara (départ) / Rue du Collège (arrivée) ⥋ Venizel – Les Drouards (arrivée) / Billy-sur-Aisne – Bois de l'Église (départ) | Soissons – Bara (départ) / Rue du Collège (arrivée) ⥋ Venizel – Les Drouards (arrivée) / Billy-sur-Aisne – Bois de l'Église (départ) | Soissons – Bara (départ) / Rue du Collège (arrivée) ⥋ Venizel – Les Drouards (arrivée) / Billy-sur-Aisne – Bois de l'Église (départ) | Soissons – Bara (départ) / Rue du Collège (arrivée) ⥋ Venizel – Les Drouards (arrivée) / Billy-sur-Aisne – Bois de l'Église (départ) |
| ----- | --- | --- | --- | --- | --- | --- | --- | --- | --- |
| 10    | Ouverture / Fermeture 25 octobre 2021 / — | Longueur — | Durée 20-30 min | Nb. d’arrêts 26 | Matériel — | Jours de fonctionnement L, Ma, Me, J, V, S                                                                                           | Jour / Soir / Nuit / Fêtes O / N / N / N                                                                                             | Voy. / an — | Dépôt Soissons |
| 10    | Desserte : - Communes et lieux desservis : Soissons, Villeneuve-Saint-Germain, Venizel et Billy-sur-Aisne - Gares desservies : Soissons | | | | | | | | |
| 10    | Autre : - Amplitudes horaires : - Du Lundi au Samedi : La ligne fonctionne de 6h40 à 18h30, avec 9 courses par jours en direction de Venizel, et 10 courses en direction de Soissons. - Particularités : - En direction de "Les Drouards", les courses de 11h00 et 12h10 ne sont effectués que sur réservation. La course de 12h10 n'est effectuée que du Lundi au Samedi en période de vacances scolaires. - En direction de "Rue du Collège", les courses de 9h20, 13h20 et 14h30 ne sont effectuées que sur réservation. La course de 13h20 n'est effectuée que du Lundi au Samedi en période de vacances scolaires. La course de 14h30 n'est effectuée que les Mercredis et Samedis. - Les courses de 12h10 et 13h00 en direction de "Les Drouards" et de 12h25 et 13h10 en direction de "Rue du Collège" ne sont pas effectuées en période de vacances. | | | | | | | | |
| 10    | Dernière actualisation : 17 mai 2025 | | | | | | | | |
| 11    | Soissons – Bara (départ) / Rue du Collège (arrivée) ⥋ Belleu – Jean Mermoz (arrivée) / Cité Garnier (départ) | Soissons – Bara (départ) / Rue du Collège (arrivée) ⥋ Belleu – Jean Mermoz (arrivée) / Cité Garnier (départ)                         | Soissons – Bara (départ) / Rue du Collège (arrivée) ⥋ Belleu – Jean Mermoz (arrivée) / Cité Garnier (départ)                         | Soissons – Bara (départ) / Rue du Collège (arrivée) ⥋ Belleu – Jean Mermoz (arrivée) / Cité Garnier (départ)                         | Soissons – Bara (départ) / Rue du Collège (arrivée) ⥋ Belleu – Jean Mermoz (arrivée) / Cité Garnier (départ)                         | Soissons – Bara (départ) / Rue du Collège (arrivée) ⥋ Belleu – Jean Mermoz (arrivée) / Cité Garnier (départ)                         | Soissons – Bara (départ) / Rue du Collège (arrivée) ⥋ Belleu – Jean Mermoz (arrivée) / Cité Garnier (départ)                         | Soissons – Bara (départ) / Rue du Collège (arrivée) ⥋ Belleu – Jean Mermoz (arrivée) / Cité Garnier (départ)                         | Soissons – Bara (départ) / Rue du Collège (arrivée) ⥋ Belleu – Jean Mermoz (arrivée) / Cité Garnier (départ)                         |
| 11    | Ouverture / Fermeture 25 octobre 2021 / — | Longueur — | Durée 10-25 min | Nb. d’arrêts 23 | Matériel — | Jours de fonctionnement L, Ma, Me, J, V, S                                                                                           | Jour / Soir / Nuit / Fêtes O / N / N / N                                                                                             | Voy. / an — | Dépôt Soissons |
| 11    | Desserte : - Communes et lieux desservis : Soissons et Belleu - Gares desservies : Soissons (via l'arrêt "Rue de Belleu") | | | | | | | | |
| 11    | Autre : - Amplitudes horaires : - Du Lundi au Samedi : La ligne fonctionne de 7h20 à 18h30, avec un passage toutes les 50-60 minutes environ. - Particularités : - Les arrêts "Dauphine", "Saint-Jean Cité de la Musique" et "République" ne sont desservis qu'en direction de "Jean Mermoz". - Les arrêts "Jardin d'Horticulture", "Jeanne d'Arc" et "Saint-Jean" ne sont desservis qu'en direction de "Rue du Collège". | | | | | | | | |
| 11    | Dernière actualisation : 17 mai 2025 | | | | | | | | |
| 12    | Soissons – Mantoue ⥋ Courmelles – Maréchal Foch | Soissons – Mantoue ⥋ Courmelles – Maréchal Foch                                                                                      | Soissons – Mantoue ⥋ Courmelles – Maréchal Foch                                                                                      | Soissons – Mantoue ⥋ Courmelles – Maréchal Foch                                                                                      | Soissons – Mantoue ⥋ Courmelles – Maréchal Foch                                                                                      | Soissons – Mantoue ⥋ Courmelles – Maréchal Foch                                                                                      | Soissons – Mantoue ⥋ Courmelles – Maréchal Foch                                                                                      | Soissons – Mantoue ⥋ Courmelles – Maréchal Foch                                                                                      | Soissons – Mantoue ⥋ Courmelles – Maréchal Foch                                                                                      |
| 12    | Ouverture / Fermeture 25 octobre 2021 / — | Longueur — | Durée 10-25 min | Nb. d’arrêts 25 | Matériel — | Jours de fonctionnement L, Ma, Me, J, V, S                                                                                           | Jour / Soir / Nuit / Fêtes O / N / N / N                                                                                             | Voy. / an — | Dépôt Soissons |
| 12    | Desserte : - Communes et lieux desservis : Soissons, Belleu et Courmelles - Gares desservies : Aucune | | | | | | | | |
| 12    | Autre : - Amplitudes horaires : - Du Lundi au Samedi : La ligne fonctionne de 7h10 à 18h20, avec 8 allers-retours par jours. - Particularités : - En direction de "Maréchal Foch", la course de 12h10 n'est effectuée que sur réservation, du Lundi au Samedi en période de vacances scolaires. - En direction de "Mantoue", la course de 13h20 n'est effectuée que sur réservation, du Lundi au Samedi en période de vacances scolaires. - Les courses de 11h20, 12h15, 13h05 et 16h20 en direction de "Maréchal Foch" et de 11h50, 12h40, 13h15 et 16h45 en direction de "Mantoue" ne sont pas effectuées en période de vacances. | | | | | | | | |
| 12    | Dernière actualisation : 17 mai 2025 | | | | | | | | |
| 14    | Soissons – Gare ⥋ Soissons – Vailly (départ) / Abélard (arrivée) | Soissons – Gare ⥋ Soissons – Vailly (départ) / Abélard (arrivée)                                                                     | Soissons – Gare ⥋ Soissons – Vailly (départ) / Abélard (arrivée)                                                                     | Soissons – Gare ⥋ Soissons – Vailly (départ) / Abélard (arrivée)                                                                     | Soissons – Gare ⥋ Soissons – Vailly (départ) / Abélard (arrivée)                                                                     | Soissons – Gare ⥋ Soissons – Vailly (départ) / Abélard (arrivée)                                                                     | Soissons – Gare ⥋ Soissons – Vailly (départ) / Abélard (arrivée)                                                                     | Soissons – Gare ⥋ Soissons – Vailly (départ) / Abélard (arrivée)                                                                     | Soissons – Gare ⥋ Soissons – Vailly (départ) / Abélard (arrivée)                                                                     |
| 14    | Ouverture / Fermeture 25 octobre 2021 / — | Longueur — | Durée 30 min | Nb. d’arrêts 29 | Matériel — | Jours de fonctionnement L, Ma, Me, J, V                                                                                              | Jour / Soir / Nuit / Fêtes O / O / N / N                                                                                             | Voy. / an — | Dépôt Soissons |
| 14    | Desserte : - Communes et lieux desservis : Soissons - Gares desservies : Soissons | | | | | | | | |
| 14    | Autre : - Amplitudes horaires : - Du Lundi au Vendredi : La ligne fonctionne de 5h20 à 21h45, avec 6 courses en direction de la gare de Soissons, et 4 courses en direction de "Abélard". - Particularités : - La ligne fonctionne de manière à effectuer ses correspondances de manière optimisée avec les horaires des trains à la gare de Soissons. - En direction de "Abélard", les arrêts s'effectuent à la demande auprès du conducteur. | | | | | | | | |
| 14    | Dernière actualisation : 17 mai 2025 | | | | | | | | |

#### Navette Cœur de Ville
Navette permettant de relier la gare de Soissons aux principaux centres d'intérêts de la commune.
| Ligne | Caractéristiques | Caractéristiques                                                                               | Caractéristiques                                                                               | Caractéristiques                                                                               | Caractéristiques                                                                               | Caractéristiques                                                                               | Caractéristiques                                                                               | Caractéristiques                                                                               | Caractéristiques                                                                               |
| CDV   | Navette Cœur de Ville | Navette Cœur de Ville                                                                          | Navette Cœur de Ville                                                                          | Navette Cœur de Ville                                                                          | Navette Cœur de Ville                                                                          | Navette Cœur de Ville                                                                          | Navette Cœur de Ville                                                                          | Navette Cœur de Ville                                                                          | Navette Cœur de Ville                                                                          |
| CDV   | (Circulaire) Soissons – Gare ⥋ via Saint-Jean Cité de la Musique, Hôtel de Ville et République                                             | (Circulaire) Soissons – Gare ⥋ via Saint-Jean Cité de la Musique, Hôtel de Ville et République | (Circulaire) Soissons – Gare ⥋ via Saint-Jean Cité de la Musique, Hôtel de Ville et République | (Circulaire) Soissons – Gare ⥋ via Saint-Jean Cité de la Musique, Hôtel de Ville et République | (Circulaire) Soissons – Gare ⥋ via Saint-Jean Cité de la Musique, Hôtel de Ville et République | (Circulaire) Soissons – Gare ⥋ via Saint-Jean Cité de la Musique, Hôtel de Ville et République | (Circulaire) Soissons – Gare ⥋ via Saint-Jean Cité de la Musique, Hôtel de Ville et République | (Circulaire) Soissons – Gare ⥋ via Saint-Jean Cité de la Musique, Hôtel de Ville et République | (Circulaire) Soissons – Gare ⥋ via Saint-Jean Cité de la Musique, Hôtel de Ville et République |
| ----- | --- | ---------------------------------------------------------------------------------------------- | ---------------------------------------------------------------------------------------------- | ---------------------------------------------------------------------------------------------- | ---------------------------------------------------------------------------------------------- | ---------------------------------------------------------------------------------------------- | ---------------------------------------------------------------------------------------------- | ---------------------------------------------------------------------------------------------- | ---------------------------------------------------------------------------------------------- |
| CDV   | Ouverture / Fermeture 25 octobre 2021 / —                                                                                                  | Longueur —                                                                                     | Durée 30 min                                                                                   | Nb. d’arrêts 15                                                                                | Matériel —                                                                                     | Jours de fonctionnement L, Ma, Me, J, V, S                                                     | Jour / Soir / Nuit / Fêtes O / N / N / N                                                       | Voy. / an —                                                                                    | Dépôt Soissons                                                                                 |
| CDV   | Desserte : - Communes et lieux desservis : Soissons - Gares desservies : Soissons                                                          |                                                                                                |                                                                                                |                                                                                                |                                                                                                |                                                                                                |                                                                                                |                                                                                                |                                                                                                |
| CDV   | Autre : - Amplitudes horaires : - Du Lundi au Samedi : La ligne fonctionne de 7h15 à 18h55, avec un passage toutes les 35 minutes environ. |                                                                                                |                                                                                                |                                                                                                |                                                                                                |                                                                                                |                                                                                                |                                                                                                |                                                                                                |
| CDV   | Dernière actualisation : 17 mai 2025 |                                                                                                |                                                                                                |                                                                                                |                                                                                                |                                                                                                |                                                                                                |                                                                                                |                                                                                                |

### Transport à la Demande (TAD)
Le réseau de lignes régulières est complété par 15 lignes de transport à la demande, circulant de 7h30 à 19h00 environ et reliant Soissons aux communes éloignées, avec des itinéraires et heures de passages prédéfinis. L'utilisation de ces lignes se fait uniquement sur réservation. Toutes les lignes sont accessibles aux personnes à mobilité réduite (PMR). Ce service bénéficie également de tarifs qui lui sont propres, c'est-à-dire différents des tarifs des lignes régulières.

#### Lignes de TAD 1 à TAD 9
| Ligne  | Caractéristiques | Caractéristiques                                                        | Caractéristiques                                                        | Caractéristiques                                                        | Caractéristiques                                                        | Caractéristiques                                                        | Caractéristiques                                                        | Caractéristiques                                                        | Caractéristiques                                                        |
| TAD 1  | Ligne TAD 1 | Ligne TAD 1                                                             | Ligne TAD 1                                                             | Ligne TAD 1                                                             | Ligne TAD 1                                                             | Ligne TAD 1                                                             | Ligne TAD 1                                                             | Ligne TAD 1                                                             | Ligne TAD 1                                                             |
| TAD 1  | Soissons – Marquigny ⥋ Dommiers – La Vallée (arrivée) / Mairie (départ)                                                                          | Soissons – Marquigny ⥋ Dommiers – La Vallée (arrivée) / Mairie (départ) | Soissons – Marquigny ⥋ Dommiers – La Vallée (arrivée) / Mairie (départ) | Soissons – Marquigny ⥋ Dommiers – La Vallée (arrivée) / Mairie (départ) | Soissons – Marquigny ⥋ Dommiers – La Vallée (arrivée) / Mairie (départ) | Soissons – Marquigny ⥋ Dommiers – La Vallée (arrivée) / Mairie (départ) | Soissons – Marquigny ⥋ Dommiers – La Vallée (arrivée) / Mairie (départ) | Soissons – Marquigny ⥋ Dommiers – La Vallée (arrivée) / Mairie (départ) | Soissons – Marquigny ⥋ Dommiers – La Vallée (arrivée) / Mairie (départ) |
| ------ | --- | ----------------------------------------------------------------------- | ----------------------------------------------------------------------- | ----------------------------------------------------------------------- | ----------------------------------------------------------------------- | ----------------------------------------------------------------------- | ----------------------------------------------------------------------- | ----------------------------------------------------------------------- | ----------------------------------------------------------------------- |
| TAD 1  | Ouverture / Fermeture 25 octobre 2021 / — | Longueur —                                                              | Durée 30 min                                                            | Nb. d’arrêts 19                                                         | Matériel Minibus                                                        | Jours de fonctionnement L, Ma, Me, J, V, S                              | Jour / Soir / Nuit / Fêtes O / N / N / N                                | Voy. / an —                                                             | Dépôt Soissons                                                          |
| TAD 1  | Desserte : - Communes et lieux desservis : Soissons, Vauxbuin, Courmelles, Ploisy, Chaudun et Dommiers - Gares desservies : Soissons             |                                                                         |                                                                         |                                                                         |                                                                         |                                                                         |                                                                         |                                                                         |                                                                         |
| TAD 1  | Autre : - Amplitudes horaires : - Du Lundi au Samedi : La ligne fonctionne de 7h40 à 18h40, avec 9 allers-retours par jours.                     |                                                                         |                                                                         |                                                                         |                                                                         |                                                                         |                                                                         |                                                                         |                                                                         |
| TAD 1  | Dernière actualisation : 18 mai 2025 |                                                                         |                                                                         |                                                                         |                                                                         |                                                                         |                                                                         |                                                                         |                                                                         |
| TAD 2  | Ligne TAD 2 | Ligne TAD 2                                                             | Ligne TAD 2                                                             | Ligne TAD 2                                                             | Ligne TAD 2                                                             | Ligne TAD 2                                                             | Ligne TAD 2                                                             | Ligne TAD 2                                                             | Ligne TAD 2                                                             |
| TAD 2  | Soissons – Marquigny ⥋ Rozières-sur-Crise – Mesmin                                                                                               |                                                                         |                                                                         |                                                                         |                                                                         |                                                                         |                                                                         |                                                                         |                                                                         |
| TAD 2  | Ouverture / Fermeture 25 octobre 2021 / — | Longueur —                                                              | Durée 25 min                                                            | Nb. d’arrêts 18                                                         | Matériel Minibus                                                        | Jours de fonctionnement L, Ma, Me, J, V, S                              | Jour / Soir / Nuit / Fêtes O / N / N / N                                | Voy. / an —                                                             | Dépôt Soissons                                                          |
| TAD 2  | Desserte : - Communes et lieux desservis : Soissons, Vignolles, Bernoy-le-Château, Septmonts et Rozières-sur-Crise - Gares desservies : Soissons |                                                                         |                                                                         |                                                                         |                                                                         |                                                                         |                                                                         |                                                                         |                                                                         |
| TAD 2  | Autre : - Amplitudes horaires : - Du Lundi au Samedi : La ligne fonctionne de 7h55 à 18h45, avec 9 allers-retours par jours.                     |                                                                         |                                                                         |                                                                         |                                                                         |                                                                         |                                                                         |                                                                         |                                                                         |
| TAD 2  | Dernière actualisation : 18 mai 2025 |                                                                         |                                                                         |                                                                         |                                                                         |                                                                         |                                                                         |                                                                         |                                                                         |
| TAD 3  | Ligne TAD 3 | Ligne TAD 3                                                             | Ligne TAD 3                                                             | Ligne TAD 3                                                             | Ligne TAD 3                                                             | Ligne TAD 3                                                             | Ligne TAD 3                                                             | Ligne TAD 3                                                             | Ligne TAD 3                                                             |
| TAD 3  | Soissons – Marquigny ⥋ Bernoy-le-Château – Hameau de Lechelle                                                                                    |                                                                         |                                                                         |                                                                         |                                                                         |                                                                         |                                                                         |                                                                         |                                                                         |
| TAD 3  | Ouverture / Fermeture 25 octobre 2021 / — | Longueur —                                                              | Durée 20-25 min                                                         | Nb. d’arrêts 8                                                          | Matériel Minibus                                                        | Jours de fonctionnement L, Ma, Me, J, V, S                              | Jour / Soir / Nuit / Fêtes O / N / N / N                                | Voy. / an —                                                             | Dépôt Soissons                                                          |
| TAD 3  | Desserte : - Communes et lieux desservis : Soissons, Ploisy et Bernoy-le-Château - Gares desservies : Soissons                                   |                                                                         |                                                                         |                                                                         |                                                                         |                                                                         |                                                                         |                                                                         |                                                                         |
| TAD 3  | Autre : - Amplitudes horaires : - Du Lundi au Samedi : La ligne fonctionne de 8h00 à 18h45, avec 9 allers-retours par jours.                     |                                                                         |                                                                         |                                                                         |                                                                         |                                                                         |                                                                         |                                                                         |                                                                         |
| TAD 3  | Dernière actualisation : 18 mai 2025 |                                                                         |                                                                         |                                                                         |                                                                         |                                                                         |                                                                         |                                                                         |                                                                         |
| TAD 4  | Ligne TAD 4 | Ligne TAD 4                                                             | Ligne TAD 4                                                             | Ligne TAD 4                                                             | Ligne TAD 4                                                             | Ligne TAD 4                                                             | Ligne TAD 4                                                             | Ligne TAD 4                                                             | Ligne TAD 4                                                             |
| TAD 4  | Soissons – Marquigny ⥋ Bagneux – Mairie |                                                                         |                                                                         |                                                                         |                                                                         |                                                                         |                                                                         |                                                                         |                                                                         |
| TAD 4  | Ouverture / Fermeture 25 octobre 2021 / — | Longueur —                                                              | Durée 15-20 min                                                         | Nb. d’arrêts 7                                                          | Matériel Minibus                                                        | Jours de fonctionnement L, Ma, Me, J, V, S                              | Jour / Soir / Nuit / Fêtes O / N / N / N                                | Voy. / an —                                                             | Dépôt Soissons                                                          |
| TAD 4  | Desserte : - Communes et lieux desservis : Soissons, Laury, Juvigny et Bagneux - Gares desservies : Aucune                                       |                                                                         |                                                                         |                                                                         |                                                                         |                                                                         |                                                                         |                                                                         |                                                                         |
| TAD 4  | Autre : - Amplitudes horaires : - Du Lundi au Samedi : La ligne fonctionne de 8h30 à 18h40, avec 10 allers-retours par jours.                    |                                                                         |                                                                         |                                                                         |                                                                         |                                                                         |                                                                         |                                                                         |                                                                         |
| TAD 4  | Dernière actualisation : 18 mai 2025 |                                                                         |                                                                         |                                                                         |                                                                         |                                                                         |                                                                         |                                                                         |                                                                         |
| TAD 5  | Ligne TAD 5 | Ligne TAD 5                                                             | Ligne TAD 5                                                             | Ligne TAD 5                                                             | Ligne TAD 5                                                             | Ligne TAD 5                                                             | Ligne TAD 5                                                             | Ligne TAD 5                                                             | Ligne TAD 5                                                             |
| TAD 5  | Soissons – Marquigny ⥋ Vauxrezis – Villers Bas (arrivée) / Chavigny – Centre (départ)                                                            |                                                                         |                                                                         |                                                                         |                                                                         |                                                                         |                                                                         |                                                                         |                                                                         |
| TAD 5  | Ouverture / Fermeture 25 octobre 2021 / — | Longueur —                                                              | Durée 25 min                                                            | Nb. d’arrêts 10                                                         | Matériel Minibus                                                        | Jours de fonctionnement L, Ma, Me, J, V, S                              | Jour / Soir / Nuit / Fêtes O / N / N / N                                | Voy. / an —                                                             | Dépôt Soissons                                                          |
| TAD 5  | Desserte : - Communes et lieux desservis : Soissons, Pasly, Vauxrezis et Chavigny - Gares desservies : Aucune                                    |                                                                         |                                                                         |                                                                         |                                                                         |                                                                         |                                                                         |                                                                         |                                                                         |
| TAD 5  | Autre : - Amplitudes horaires : - Du Lundi au Samedi : La ligne fonctionne de 8h00 à 18h40, avec 9 allers-retours par jours.                     |                                                                         |                                                                         |                                                                         |                                                                         |                                                                         |                                                                         |                                                                         |                                                                         |
| TAD 5  | Dernière actualisation : 18 mai 2025 |                                                                         |                                                                         |                                                                         |                                                                         |                                                                         |                                                                         |                                                                         |                                                                         |
| TAD 6A | Ligne TAD 6A | Ligne TAD 6A                                                            | Ligne TAD 6A                                                            | Ligne TAD 6A                                                            | Ligne TAD 6A                                                            | Ligne TAD 6A                                                            | Ligne TAD 6A                                                            | Ligne TAD 6A                                                            | Ligne TAD 6A                                                            |
| TAD 6A | Soissons – Marquigny ⥋ Fontenoy – Fonds d'Airlaines                                                                                              |                                                                         |                                                                         |                                                                         |                                                                         |                                                                         |                                                                         |                                                                         |                                                                         |
| TAD 6A | Ouverture / Fermeture 25 octobre 2021 / — | Longueur —                                                              | Durée 20 min                                                            | Nb. d’arrêts 17                                                         | Matériel Minibus                                                        | Jours de fonctionnement L, Ma, Me, J, V, S                              | Jour / Soir / Nuit / Fêtes O / N / N / N                                | Voy. / an —                                                             | Dépôt Soissons                                                          |
| TAD 6A | Desserte : - Communes et lieux desservis : Soissons, Mercin-et-Vaux, Pommiers, Osly-Courtil et Fontenoy - Gares desservies : Aucune              |                                                                         |                                                                         |                                                                         |                                                                         |                                                                         |                                                                         |                                                                         |                                                                         |
| TAD 6A | Autre : - Amplitudes horaires : - Du Lundi au Samedi : La ligne fonctionne de 8h00 à 18h35, avec 9 allers-retours par jours.                     |                                                                         |                                                                         |                                                                         |                                                                         |                                                                         |                                                                         |                                                                         |                                                                         |
| TAD 6A | Dernière actualisation : 18 mai 2025 |                                                                         |                                                                         |                                                                         |                                                                         |                                                                         |                                                                         |                                                                         |                                                                         |
| TAD 6B | Ligne TAD 6B | Ligne TAD 6B                                                            | Ligne TAD 6B                                                            | Ligne TAD 6B                                                            | Ligne TAD 6B                                                            | Ligne TAD 6B                                                            | Ligne TAD 6B                                                            | Ligne TAD 6B                                                            | Ligne TAD 6B                                                            |
| TAD 6B | Soissons – Marquigny ⥋ Tartiers – Mairie (arrivée) / Vauxrezis – La Carlette                                                                     |                                                                         |                                                                         |                                                                         |                                                                         |                                                                         |                                                                         |                                                                         |                                                                         |
| TAD 6B | Ouverture / Fermeture 25 octobre 2021 / — | Longueur —                                                              | Durée 30 min                                                            | Nb. d’arrêts 13                                                         | Matériel Minibus                                                        | Jours de fonctionnement L, Ma, Me, J, V, S                              | Jour / Soir / Nuit / Fêtes O / N / N / N                                | Voy. / an —                                                             | Dépôt Soissons                                                          |
| TAD 6B | Desserte : - Communes et lieux desservis : Soissons, Pommiers, Cuisy-en-Almont, Vauxrezis et Tartiers - Gares desservies : Aucune                |                                                                         |                                                                         |                                                                         |                                                                         |                                                                         |                                                                         |                                                                         |                                                                         |
| TAD 6B | Autre : - Amplitudes horaires : - Du Lundi au Samedi : La ligne fonctionne de 8h00 à 18h35, avec 9 allers-retours par jours.                     |                                                                         |                                                                         |                                                                         |                                                                         |                                                                         |                                                                         |                                                                         |                                                                         |
| TAD 6B | Dernière actualisation : 18 mai 2025 |                                                                         |                                                                         |                                                                         |                                                                         |                                                                         |                                                                         |                                                                         |                                                                         |
| TAD 7  | Ligne TAD 7 | Ligne TAD 7                                                             | Ligne TAD 7                                                             | Ligne TAD 7                                                             | Ligne TAD 7                                                             | Ligne TAD 7                                                             | Ligne TAD 7                                                             | Ligne TAD 7                                                             | Ligne TAD 7                                                             |
| TAD 7  | Soissons – Marquigny ⥋ Missy-aux-Bois – Point du Jour                                                                                            |                                                                         |                                                                         |                                                                         |                                                                         |                                                                         |                                                                         |                                                                         |                                                                         |
| TAD 7  | Ouverture / Fermeture 25 octobre 2021 / — | Longueur —                                                              | Durée 25 min                                                            | Nb. d’arrêts 18                                                         | Matériel Minibus                                                        | Jours de fonctionnement L, Ma, Me, J, V, S                              | Jour / Soir / Nuit / Fêtes O / N / N / N                                | Voy. / an —                                                             | Dépôt Soissons                                                          |
| TAD 7  | Desserte : - Communes et lieux desservis : Soissons, Mercin-et-Vaux, Saconin-et-Breuil et Missy-aux-Bois - Gares desservies : Aucune             |                                                                         |                                                                         |                                                                         |                                                                         |                                                                         |                                                                         |                                                                         |                                                                         |
| TAD 7  | Autre : - Amplitudes horaires : - Du Lundi au Samedi : La ligne fonctionne de 8h00 à 18h45, avec 9 allers-retours par jours.                     |                                                                         |                                                                         |                                                                         |                                                                         |                                                                         |                                                                         |                                                                         |                                                                         |
| TAD 7  | Dernière actualisation : 18 mai 2025 |                                                                         |                                                                         |                                                                         |                                                                         |                                                                         |                                                                         |                                                                         |                                                                         |
| TAD 8  | Ligne TAD 8 | Ligne TAD 8                                                             | Ligne TAD 8                                                             | Ligne TAD 8                                                             | Ligne TAD 8                                                             | Ligne TAD 8                                                             | Ligne TAD 8                                                             | Ligne TAD 8                                                             | Ligne TAD 8                                                             |
| TAD 8  | Soissons – Marquigny ⥋ Serches – Eglise |                                                                         |                                                                         |                                                                         |                                                                         |                                                                         |                                                                         |                                                                         |                                                                         |
| TAD 8  | Ouverture / Fermeture 25 octobre 2021 / — | Longueur —                                                              | Durée 20-25 min                                                         | Nb. d’arrêts 10                                                         | Matériel Minibus                                                        | Jours de fonctionnement L, Ma, Me, J, V, S                              | Jour / Soir / Nuit / Fêtes O / N / N / N                                | Voy. / an —                                                             | Dépôt Soissons                                                          |
| TAD 8  | Desserte : - Communes et lieux desservis : Soissons, Acy et Serches - Gares desservies : Soissons                                                |                                                                         |                                                                         |                                                                         |                                                                         |                                                                         |                                                                         |                                                                         |                                                                         |
| TAD 8  | Autre : - Amplitudes horaires : - Du Lundi au Samedi : La ligne fonctionne de 7h55 à 18h50, avec 8 allers-retours par jours.                     |                                                                         |                                                                         |                                                                         |                                                                         |                                                                         |                                                                         |                                                                         |                                                                         |
| TAD 8  | Dernière actualisation : 18 mai 2025 |                                                                         |                                                                         |                                                                         |                                                                         |                                                                         |                                                                         |                                                                         |                                                                         |
| TAD 9  | Ligne TAD 9 | Ligne TAD 9                                                             | Ligne TAD 9                                                             | Ligne TAD 9                                                             | Ligne TAD 9                                                             | Ligne TAD 9                                                             | Ligne TAD 9                                                             | Ligne TAD 9                                                             | Ligne TAD 9                                                             |
| TAD 9  | Soissons – Marquigny ⥋ Ciry-Salsogne – Gare (arrivée) / La Poste (départ)                                                                        |                                                                         |                                                                         |                                                                         |                                                                         |                                                                         |                                                                         |                                                                         |                                                                         |
| TAD 9  | Ouverture / Fermeture 25 octobre 2021 / — | Longueur —                                                              | Durée 25 min                                                            | Nb. d’arrêts 15                                                         | Matériel Minibus                                                        | Jours de fonctionnement L, Ma, Me, J, V, S                              | Jour / Soir / Nuit / Fêtes O / N / N / N                                | Voy. / an —                                                             | Dépôt Soissons                                                          |
| TAD 9  | Desserte : - Communes et lieux desservis : Soissons, Venizel, Sermoise et Ciry-Salsogne - Gares desservies : Soissons                            |                                                                         |                                                                         |                                                                         |                                                                         |                                                                         |                                                                         |                                                                         |                                                                         |
| TAD 9  | Autre : - Amplitudes horaires : - Du Lundi au Samedi : La ligne fonctionne de 8h00 à 18h40, avec 9 allers-retours par jours.                     |                                                                         |                                                                         |                                                                         |                                                                         |                                                                         |                                                                         |                                                                         |                                                                         |
| TAD 9  | Dernière actualisation : 18 mai 2025 |                                                                         |                                                                         |                                                                         |                                                                         |                                                                         |                                                                         |                                                                         |                                                                         |

#### Lignes de TAD 10 à TAD 15
| Ligne  | Caractéristiques | Caractéristiques                                      | Caractéristiques                                      | Caractéristiques                                      | Caractéristiques                                      | Caractéristiques                                      | Caractéristiques                                      | Caractéristiques                                      | Caractéristiques                                      |
| TAD 10 | Ligne TAD 10 | Ligne TAD 10                                          | Ligne TAD 10                                          | Ligne TAD 10                                          | Ligne TAD 10                                          | Ligne TAD 10                                          | Ligne TAD 10                                          | Ligne TAD 10                                          | Ligne TAD 10                                          |
| TAD 10 | Soissons – Marquigny ⥋ Neuville-sur-Margival – Mairie | Soissons – Marquigny ⥋ Neuville-sur-Margival – Mairie | Soissons – Marquigny ⥋ Neuville-sur-Margival – Mairie | Soissons – Marquigny ⥋ Neuville-sur-Margival – Mairie | Soissons – Marquigny ⥋ Neuville-sur-Margival – Mairie | Soissons – Marquigny ⥋ Neuville-sur-Margival – Mairie | Soissons – Marquigny ⥋ Neuville-sur-Margival – Mairie | Soissons – Marquigny ⥋ Neuville-sur-Margival – Mairie | Soissons – Marquigny ⥋ Neuville-sur-Margival – Mairie |
| ------ | --- | ----------------------------------------------------- | ----------------------------------------------------- | ----------------------------------------------------- | ----------------------------------------------------- | ----------------------------------------------------- | ----------------------------------------------------- | ----------------------------------------------------- | ----------------------------------------------------- |
| TAD 10 | Ouverture / Fermeture 25 octobre 2021 / — | Longueur —                                            | Durée 20-25 min                                       | Nb. d’arrêts 8                                        | Matériel Minibus                                      | Jours de fonctionnement L, Ma, Me, J, V, S            | Jour / Soir / Nuit / Fêtes O / N / N / N              | Voy. / an —                                           | Dépôt Soissons                                        |
| TAD 10 | Desserte : - Communes et lieux desservis : Soissons, Clamecy, Terny-Sorny et Neuville-sur-Margival - Gares desservies : Aucune                                                                  |                                                       |                                                       |                                                       |                                                       |                                                       |                                                       |                                                       |                                                       |
| TAD 10 | Autre : - Amplitudes horaires : - Du Lundi au Samedi : La ligne fonctionne de 8h00 à 18h35, avec 9 allers-retours par jours.                                                                    |                                                       |                                                       |                                                       |                                                       |                                                       |                                                       |                                                       |                                                       |
| TAD 10 | Dernière actualisation : 18 mai 2025 |                                                       |                                                       |                                                       |                                                       |                                                       |                                                       |                                                       |                                                       |
| TAD 11 | Ligne TAD 11 | Ligne TAD 11                                          | Ligne TAD 11                                          | Ligne TAD 11                                          | Ligne TAD 11                                          | Ligne TAD 11                                          | Ligne TAD 11                                          | Ligne TAD 11                                          | Ligne TAD 11                                          |
| TAD 11 | Soissons – Marquigny ⥋ Vregny – Rue du Général De Gaulle |                                                       |                                                       |                                                       |                                                       |                                                       |                                                       |                                                       |                                                       |
| TAD 11 | Ouverture / Fermeture 25 octobre 2021 / — | Longueur —                                            | Durée 20-25 min                                       | Nb. d’arrêts 11                                       | Matériel Minibus                                      | Jours de fonctionnement L, Ma, Me, J, V, S            | Jour / Soir / Nuit / Fêtes O / N / N / N              | Voy. / an —                                           | Dépôt Soissons                                        |
| TAD 11 | Desserte : - Communes et lieux desservis : Soissons, Crouy, Braye, Vuillery, Margival et Vregny - Gares desservies : Aucune                                                                     |                                                       |                                                       |                                                       |                                                       |                                                       |                                                       |                                                       |                                                       |
| TAD 11 | Autre : - Amplitudes horaires : - Du Lundi au Samedi : La ligne fonctionne de 8h00 à 18h40, avec 9 allers-retours par jours.                                                                    |                                                       |                                                       |                                                       |                                                       |                                                       |                                                       |                                                       |                                                       |
| TAD 11 | Dernière actualisation : 18 mai 2025 |                                                       |                                                       |                                                       |                                                       |                                                       |                                                       |                                                       |                                                       |
| TAD 13 | Ligne TAD 13 | Ligne TAD 13                                          | Ligne TAD 13                                          | Ligne TAD 13                                          | Ligne TAD 13                                          | Ligne TAD 13                                          | Ligne TAD 13                                          | Ligne TAD 13                                          | Ligne TAD 13                                          |
| TAD 13 | Soissons – Marquigny ⥋ Pernant – Le Canivet (arrivée) / Poussemy (départ) |                                                       |                                                       |                                                       |                                                       |                                                       |                                                       |                                                       |                                                       |
| TAD 13 | Ouverture / Fermeture 25 octobre 2021 / — | Longueur —                                            | Durée 20 min                                          | Nb. d’arrêts 11                                       | Matériel Minibus                                      | Jours de fonctionnement L, Ma, Me, J, V, S            | Jour / Soir / Nuit / Fêtes O / N / N / N              | Voy. / an —                                           | Dépôt Soissons                                        |
| TAD 13 | Desserte : - Communes et lieux desservis : Soissons, Mercin-et-Vaux et Pernant - Gares desservies : Aucune                                                                                      |                                                       |                                                       |                                                       |                                                       |                                                       |                                                       |                                                       |                                                       |
| TAD 13 | Autre : - Amplitudes horaires : - Du Lundi au Samedi : La ligne fonctionne de 8h10 à 18h35, avec 9 allers-retours par jours.                                                                    |                                                       |                                                       |                                                       |                                                       |                                                       |                                                       |                                                       |                                                       |
| TAD 13 | Dernière actualisation : 18 mai 2025 |                                                       |                                                       |                                                       |                                                       |                                                       |                                                       |                                                       |                                                       |
| TAD 14 | Ligne TAD 14 | Ligne TAD 14                                          | Ligne TAD 14                                          | Ligne TAD 14                                          | Ligne TAD 14                                          | Ligne TAD 14                                          | Ligne TAD 14                                          | Ligne TAD 14                                          | Ligne TAD 14                                          |
| TAD 14 | Soissons – Marquigny ⥋ Nouvron-Vingré – Confrecourt (arrivée) / Vingré (départ) |                                                       |                                                       |                                                       |                                                       |                                                       |                                                       |                                                       |                                                       |
| TAD 14 | Ouverture / Fermeture 25 octobre 2021 / — | Longueur —                                            | Durée 35 min                                          | Nb. d’arrêts 9                                        | Matériel Minibus                                      | Jours de fonctionnement L, Me, S                      | Jour / Soir / Nuit / Fêtes O / N / N / N              | Voy. / an —                                           | Dépôt Soissons                                        |
| TAD 14 | Desserte : - Communes et lieux desservis : Soissons, Bieuxy, Épagny, Vézaponin et Nouvron-Vingré - Gares desservies : Aucune                                                                    |                                                       |                                                       |                                                       |                                                       |                                                       |                                                       |                                                       |                                                       |
| TAD 14 | Autre : - Amplitudes horaires : - Le Lundi : La ligne fonctionne de 13h10 à 16h40, avec 1 aller-retour. - Les Mercredis et Samedis : La ligne fonctionne de 10h05 à 12h45, avec 1 aller-retour. |                                                       |                                                       |                                                       |                                                       |                                                       |                                                       |                                                       |                                                       |
| TAD 14 | Dernière actualisation : 18 mai 2025 |                                                       |                                                       |                                                       |                                                       |                                                       |                                                       |                                                       |                                                       |
| TAD 15 | Ligne TAD 15 | Ligne TAD 15                                          | Ligne TAD 15                                          | Ligne TAD 15                                          | Ligne TAD 15                                          | Ligne TAD 15                                          | Ligne TAD 15                                          | Ligne TAD 15                                          | Ligne TAD 15                                          |
| TAD 15 | Soissons – Marquigny ⥋ Cutry – Route de Laversine |                                                       |                                                       |                                                       |                                                       |                                                       |                                                       |                                                       |                                                       |
| TAD 15 | Ouverture / Fermeture 25 octobre 2021 / — | Longueur —                                            | Durée 20-25 min                                       | Nb. d’arrêts 4                                        | Matériel Minibus                                      | Jours de fonctionnement L, Me, S                      | Jour / Soir / Nuit / Fêtes O / N / N / N              | Voy. / an —                                           | Dépôt Soissons                                        |
| TAD 15 | Desserte : - Communes et lieux desservis : Soissons, Ambleny, Laversine et Cutry - Gares desservies : Aucune                                                                                    |                                                       |                                                       |                                                       |                                                       |                                                       |                                                       |                                                       |                                                       |
| TAD 15 | Autre : - Amplitudes horaires : - Le Lundi : La ligne fonctionne de 13h00 à 16h10, avec 1 aller-retour. - Les Mercredis et Samedis : La ligne fonctionne de 10h05 à 12h35, avec 1 aller-retour. |                                                       |                                                       |                                                       |                                                       |                                                       |                                                       |                                                       |                                                       |
| TAD 15 | Dernière actualisation : 18 mai 2025 |                                                       |                                                       |                                                       |                                                       |                                                       |                                                       |                                                       |                                                       |

### Transport scolaire (Scol'TUS)
La desserte des différents établissements scolaires de Soissons et son agglomération est assurée par un service de transport scolaire composé de 3 Navettes scolaires et 49 lignes scolaires, fonctionnant du Lundi au Vendredi en période scolaire uniquement. Ces lignes disposent également d'un abonnement annuel nommé "Abonnement Scol'TUS", permettant de voyager de manière illimitée sur le réseau de lignes scolaires.

#### Navettes scolaires (N1 à N3)
| Ligne | Caractéristiques | Caractéristiques                                                      | Caractéristiques                                                      | Caractéristiques                                                      | Caractéristiques                                                      | Caractéristiques                                                      | Caractéristiques                                                      | Caractéristiques                                                      | Caractéristiques                                                      |
| N1    | Navette scolaire N1 | Navette scolaire N1                                                   | Navette scolaire N1                                                   | Navette scolaire N1                                                   | Navette scolaire N1                                                   | Navette scolaire N1                                                   | Navette scolaire N1                                                   | Navette scolaire N1                                                   | Navette scolaire N1                                                   |
| N1    | Soissons – Jean Davesne ⥋ Soissons – Molière (N1) / Le Corbusier (N2) | Soissons – Jean Davesne ⥋ Soissons – Molière (N1) / Le Corbusier (N2) | Soissons – Jean Davesne ⥋ Soissons – Molière (N1) / Le Corbusier (N2) | Soissons – Jean Davesne ⥋ Soissons – Molière (N1) / Le Corbusier (N2) | Soissons – Jean Davesne ⥋ Soissons – Molière (N1) / Le Corbusier (N2) | Soissons – Jean Davesne ⥋ Soissons – Molière (N1) / Le Corbusier (N2) | Soissons – Jean Davesne ⥋ Soissons – Molière (N1) / Le Corbusier (N2) | Soissons – Jean Davesne ⥋ Soissons – Molière (N1) / Le Corbusier (N2) | Soissons – Jean Davesne ⥋ Soissons – Molière (N1) / Le Corbusier (N2) |
| ----- | --- | --------------------------------------------------------------------- | --------------------------------------------------------------------- | --------------------------------------------------------------------- | --------------------------------------------------------------------- | --------------------------------------------------------------------- | --------------------------------------------------------------------- | --------------------------------------------------------------------- | --------------------------------------------------------------------- |
| N1    | Ouverture / Fermeture 25 octobre 2021 / — | Longueur —                                                            | Durée 10-15 min                                                       | Nb. d’arrêts 5                                                        | Matériel —                                                            | Jours de fonctionnement L, Ma, Me, J, V                               | Jour / Soir / Nuit / Fêtes O / N / N / N                              | Voy. / an —                                                           | Dépôt Soissons                                                        |
| N1    | Desserte : - Communes et lieux desservis : Soissons (Gymnase Jean Davesnes et Lycée Léonard de Vinci) - Gares desservies : Aucune |                                                                       |                                                                       |                                                                       |                                                                       |                                                                       |                                                                       |                                                                       |                                                                       |
| N1    | Autre : - Amplitudes horaires : - Du Lundi au Vendredi en période scolaire : La ligne fonctionne de 7h30 à 7h55, avec 2 allers par jours. - Particularités : - Service N1 : Service partant du Gymnase Jean Davesnes jusqu'à l'arrêt "Molière", en desservant l'arrêt "Dauphiné". - Service N2 : Service partant du Gymnase Jean Davesnes jusqu'à l'arrêt "Le Corbusier", en desservant le Lycée Léonard de Vinci via l'arrêt "Presles".                   |                                                                       |                                                                       |                                                                       |                                                                       |                                                                       |                                                                       |                                                                       |                                                                       |
| N1    | Dernière actualisation : 20 mai 2025 |                                                                       |                                                                       |                                                                       |                                                                       |                                                                       |                                                                       |                                                                       |                                                                       |
| N2    | Navette scolaire 2 | Navette scolaire 2                                                    | Navette scolaire 2                                                    | Navette scolaire 2                                                    | Navette scolaire 2                                                    | Navette scolaire 2                                                    | Navette scolaire 2                                                    | Navette scolaire 2                                                    | Navette scolaire 2                                                    |
| N2    | Soissons – Molière (N1) / Le Corbusier (N2) ⥋ Soissons – Alexandre Dumas (N1) / Soissons – Gare (N2) |                                                                       |                                                                       |                                                                       |                                                                       |                                                                       |                                                                       |                                                                       |                                                                       |
| N2    | Ouverture / Fermeture 25 octobre 2021 / — | Longueur —                                                            | Durée 10-15 min                                                       | Nb. d’arrêts 6                                                        | Matériel —                                                            | Jours de fonctionnement L, Ma, Me, J, V                               | Jour / Soir / Nuit / Fêtes O / N / N / N                              | Voy. / an —                                                           | Dépôt Soissons                                                        |
| N2    | Desserte : - Communes et lieux desservis : Soissons (Gymnase Jean Davesnes et Lycée Léonard de Vinci) - Gares desservies : Soissons |                                                                       |                                                                       |                                                                       |                                                                       |                                                                       |                                                                       |                                                                       |                                                                       |
| N2    | Autre : - Amplitudes horaires : - Du Lundi au Vendredi en période scolaire : La ligne fonctionne de 17h45 à 18h15, avec 2 allers par jours. - Particularités : - Service N1 : Service partant de "Molière" jusqu'à l'arrêt "Alexandre Dumas", en passant par l'arrêt "Saint-Jean Cité de la Musique". - Service N2 : Service partant de l'arrêt "Le Corbusier" jusqu'à la gare de Soissons, en desservant le Lycée Léonard de Vinci via l'arrêt "Presles". |                                                                       |                                                                       |                                                                       |                                                                       |                                                                       |                                                                       |                                                                       |                                                                       |
| N2    | Dernière actualisation : 20 mai 2025 |                                                                       |                                                                       |                                                                       |                                                                       |                                                                       |                                                                       |                                                                       |                                                                       |
| N3    | Navette scolaire 3 | Navette scolaire 3                                                    | Navette scolaire 3                                                    | Navette scolaire 3                                                    | Navette scolaire 3                                                    | Navette scolaire 3                                                    | Navette scolaire 3                                                    | Navette scolaire 3                                                    | Navette scolaire 3                                                    |
| N3    | Soissons – Molière (N1) / Presles (N2) ⥋ Soissons – Alexandre Dumas (N1) / Soissons – Gare (N2) |                                                                       |                                                                       |                                                                       |                                                                       |                                                                       |                                                                       |                                                                       |                                                                       |
| N3    | Ouverture / Fermeture 25 octobre 2021 / — | Longueur —                                                            | Durée 10-15 min                                                       | Nb. d’arrêts 5                                                        | Matériel —                                                            | Jours de fonctionnement Me                                            | Jour / Soir / Nuit / Fêtes O / N / N / N                              | Voy. / an —                                                           | Dépôt Soissons                                                        |
| N3    | Desserte : - Communes et lieux desservis : Soissons (Lycée Léonard de Vinci) - Gares desservies : Soissons |                                                                       |                                                                       |                                                                       |                                                                       |                                                                       |                                                                       |                                                                       |                                                                       |
| N3    | Autre : - Amplitudes horaires : - Les Mercredis en période scolaire : La ligne fonctionne de 12h00 à 12h20, avec 2 allers. - Particularités : - Service N1 : Service partant de "Molière" jusqu'à l'arrêt "Alexandre Dumas". - Service N2 : Service partant du Lycée Léonard de Vinci via l'arrêt "Presles" jusqu'à la gare de Soissons, en desservant l'arrêt "Le Corbusier".                                                                             |                                                                       |                                                                       |                                                                       |                                                                       |                                                                       |                                                                       |                                                                       |                                                                       |
| N3    | Dernière actualisation : 20 mai 2025 |                                                                       |                                                                       |                                                                       |                                                                       |                                                                       |                                                                       |                                                                       |                                                                       |

## Exploitation

### Exploitant du réseau
Le réseau de bus TUS est exploité par Transdev, via sa filiale Transdev CAP.

### Dépôt
Les différents véhicules utilisés sur le réseau sont remisés au dépôt situé sur la commune de Soissons. Le dépôt a pour mission d'assurer l'entretien préventif et curatif du matériel. L'entretien curatif ou correctif a lieu quand une panne ou un dysfonctionnement est signalé par un conducteur.

### Parc de véhicules
Le réseau de bus TUS est doté d'un parc de véhicules composé de minibus et autobus standards:

#### Minibus
- Iveco Bus :
  - 1 Daily Pop GNV (numéro de parc : 5.034 22)

#### Autobus standards
- Heuliez Bus :
  - 2 GX 337 (numéros de parc : 25 et 28)
- Iveco Bus :
  - 5 Urbanway 12 (numéros de parc : 29, 30, 31, 33 et 34)

## Tarification et financement

### Tarification
Le réseau de bus TUS dispose d'une gamme tarifaire comprenant des billets unitaires et des abonnements. Chaque service (lignes régulières, TAD et transport scolaire) dispose de sa tarification. Les billets unitaires sont achetables à bord des véhicules, tandis que les abonnements peuvent être acheter à la Boutique Bus ou sur l'application M'Ticket Situs. La Boutique Bus se situe à Soissons, au 8, Rue de la Buerie.
Ci-dessous, les différents tableaux des différents services du réseau TUS :

#### Tarification des lignes régulières TUS
| Titre                               | Tarif                                                                   | Public                                                           | Description | Support(s)                    |
| ----------------------------------- | ----------------------------------------------------------------------- | ---------------------------------------------------------------- | --- | ----------------------------- |
| Billet enfant (-4ans)               | Gratuit                                                                 | Voyageurs de moins de 4ans                                       | Valable pour 1 voyage pour les voyageurs de moins de 4ans, sans correspondances. En vente à bord des véhicules et sur l'application M'Ticket Situs.                                                                   | Ticket cartonné               |
| Billet 1 voyage                     | 1,30 €                                                                  | Tout public                                                      | Valable pour 1 voyage, sans correspondances. En vente à bord des véhicules et sur l'application M'Ticket Situs. | Ticket cartonné               |
| Carte 10 voyages                    | 9,10 €                                                                  | Tout public                                                      | Valable pour 10 voyages, avec correspondances. En vente à la Boutique Bus et sur l'application M'Ticket Situs. | Carte magnétique sans-contact |
| Abonnement AS-TUS Liberté Hebdo     | 8,00 €                                                                  | Tout public                                                      | Valable 1 semaine sur l'ensemble des lignes régulières TUS, avec correspondances. En vente à la Boutique Bus et sur l'application M'Ticket Situs.                                                                     | Carte magnétique sans-contact |
| Abonnement AS-TUS Liberté Mensuel   | 23,00 €                                                                 | Tout public                                                      | Valable 1 mois sur l'ensemble des lignes régulières TUS, avec correspondances. En vente à la Boutique Bus et sur l'application M'Ticket Situs.                                                                        | Carte magnétique sans-contact |
| Abonnement Sénior Annuel            | 60,00 € (Tarif auprès des Centres Communaux d'Action Sociale : 15,00 €) | Voyageurs de 65ans ou plus détenteurs de la Carte Invalidité 80% | Valable 1an sur l'ensemble des lignes régulières TUS pour les voyageurs de 65ans ou plus détenteurs de la Carte Invalidité 80%, avec correspondances. En vente à la Boutique Bus et sur l'application M'Ticket Situs. | Carte magnétique sans-contact |
| Abonnement Mobilité Annuel          | 60,00 € (Tarif auprès des Centres Communaux d'Action Sociale : 15,00 €) | Voyageurs détenteurs de la Carte Invalidité 80%                  | Valable 1an sur l'ensemble des lignes régulières TUS pour les voyageurs détenteurs de la Carte Invalidité 80%, avec correspondances. En vente à la Boutique Bus et sur l'application M'Ticket Situs.                  | Carte magnétique sans-contact |
| Abonnement AS-TUS Jeune Mensuel     | 15,00 €                                                                 | Voyageurs de moins de 21ans et étudiants                         | Valable 1 mois sur l'ensemble des lignes régulières TUS pour les voyageurs de moins de 21ans et les étudiants, avec correspondances. En vente à la Boutique Bus et sur l'application M'Ticket Situs.                  | Carte magnétique sans-contact |
| Abonnement AS-TUS Jeune Trimestriel | 37,00 €                                                                 | Voyageurs de moins de 21ans et étudiants                         | Valable 3 mois sur l'ensemble des lignes régulières TUS pour les voyageurs de moins de 21ans et les étudiants, avec correspondances. En vente à la Boutique Bus et sur l'application M'Ticket Situs.                  | Carte magnétique sans-contact |

#### Tarification des lignes TAD
| Titre                  | Tarif   | Public                     | Description | Support(s)                    |
| ---------------------- | ------- | -------------------------- | --- | ----------------------------- |
| Billet enfant (-4ans)  | Gratuit | Voyageurs de moins de 4ans | Valable pour 1 voyage pour les voyageurs de moins de 4ans, sans correspondances. En vente à bord des véhicules et sur l'application M'Ticket Situs.                                           | Ticket cartonné               |
| Billet 1 voyage        | 2,30 €  | Tout public                | Valable pour 1 voyage. En vente à bord des véhicules uniquement. | Ticket cartonné               |
| Carnet 10 voyages      | 12,50 € | Tout public                | Valable pour 10 voyages. En vente à la Boutique Bus et sur l'application M'Ticket Situs. | Tickets cartonnés             |
| Coupon AS-TUS Salariés | 55,00 € | Salariés                   | Valable 1 mois sur l'ensemble des lignes TAD pour les salariés, avec 1 aller-retour journalier sur la ligne TAD sélectionnée. En vente à la Boutique Bus et sur l'application M'Ticket Situs. | Carte magnétique sans-contact |

#### Tarification du transport scolaire (Scol'TUS)
| Titre               | Tarif   | Public                                                       | Description | Support(s)                    |
| ------------------- | ------- | ------------------------------------------------------------ | --- | ----------------------------- |
| Abonnement Scol'TUS | 55,50 € | Élèves scolarisés dans les établissements de l'agglomération | Valable 1an sur l'ensemble des lignes Scol'TUS pour les élèves scolarisés dans les établissements de l'agglomération, avec correspondances. En vente à la Boutique Bus et sur l'application M'Ticket Situs. | Carte magnétique sans-contact |